# Список банків Греції

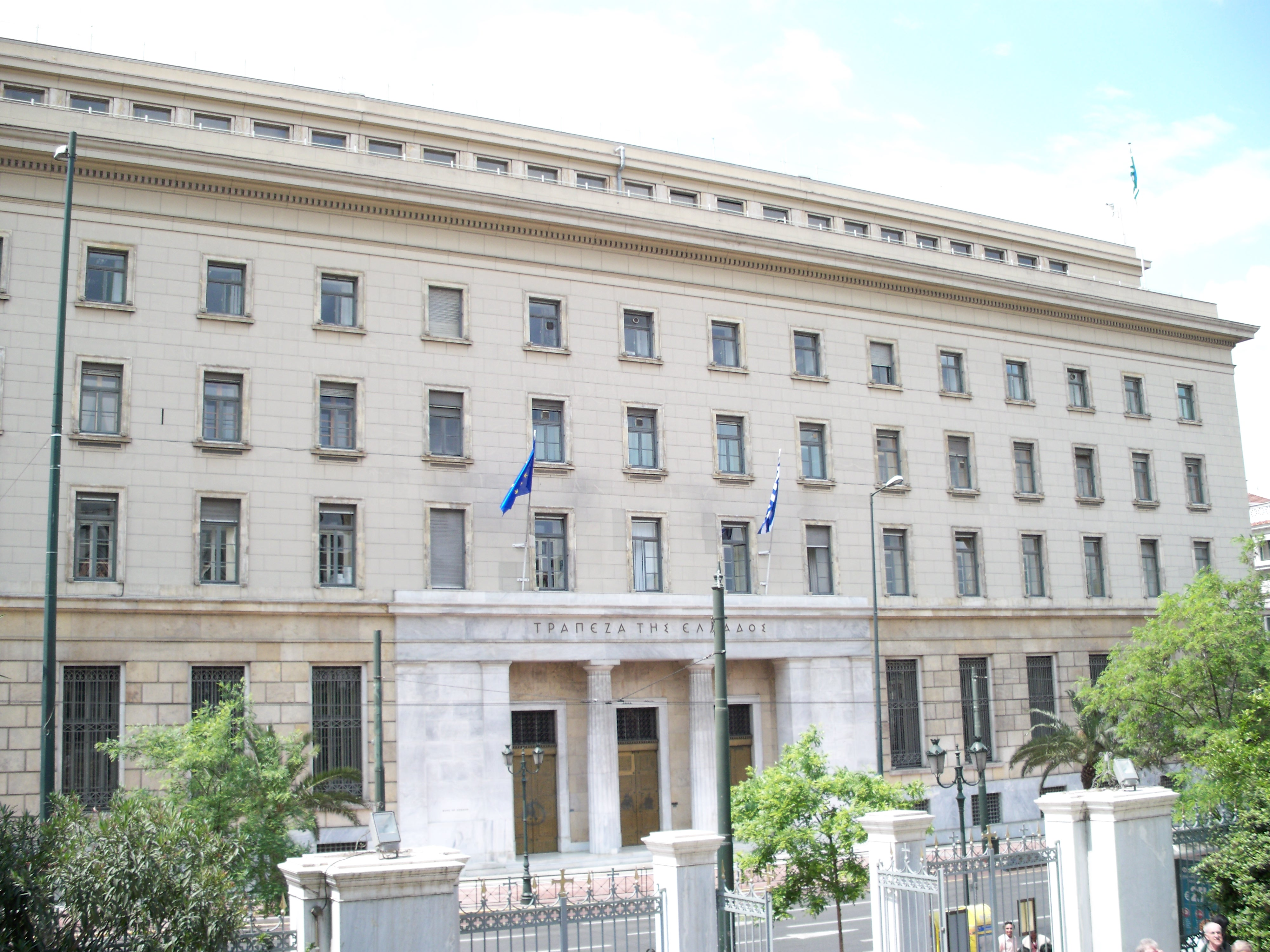
Центробанк Греції

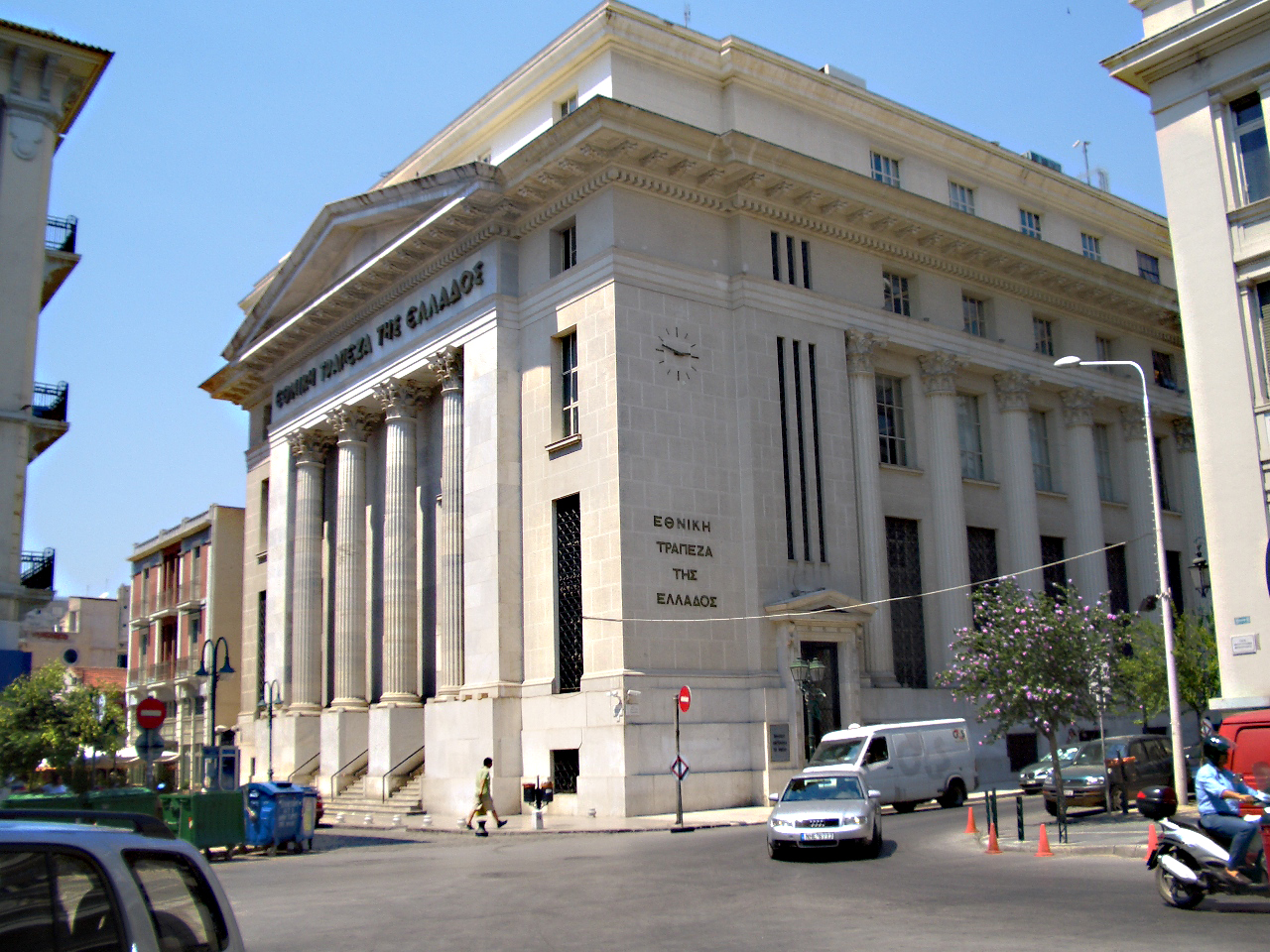
Національний банк Греції

Список банків Греції — перелік кредитно-фінансових установ Греції.

## Центробанк
- Банк Греції

## Основні комерційні банки
- Національний банк Греції
- ABN AMRO
- ATEbank
- Alpha Bank
- Aspis Bank
- Attica Bank
- Bank of Cyprus
- BNP Paribas
- EFG Eurobank-Ergasias
- Emporiki Bank
- First Business Bank
- Geniki Bank
- Hellenic Bank
- HSBC
- Hypo und Vereinsbank
- Marfin Egnatia Bank
- Marfin Laiki Bank
- Millennium Bank
- Piraeus Bank
- Probank
- Proton Bank
- TT Hellenic Postbank
- Ziraat Bank